# NGC 7642
NGC 7642 ist eine Spiralgalaxie vom Hubble-Typ Sa im Sternbild Fische  auf der Ekliptik. Sie ist schätzungsweise 406 Millionen Lichtjahre von der Milchstraße entfernt und hat einen Durchmesser von etwa 70.000 Lichtjahren. 

Im selben Himmelsareal befinden sich u. a. die Galaxien NGC 7629 und IC 1482.
Das Objekt wurde am 19. Oktober 1864 von Albert Marth entdeckt.